# Conselho de Gestão da Previdência Complementar
O Conselho de Gestão de Previdência Complementar (CGPC) foi um órgão integrante do Sistema Financeiro Brasileiro que era vinculado ao Ministério da Previdência Social e possuia a função de normatizar e coordenar as atividades das Entidades Fechadas de Previdência Complementar (conhecidas como fundos de pensão). Também cabia ao CGPC julgar, em última instância, os recursos interpostos contra as decisões da extinta Secretaria de Previdência Complementar - SPC.
As atribuições e composição do Conselho de Gestão da Previdência Complementar são dispostas no Decreto Nº 4.678/2003.

## Integrantes
O CGPC foi um órgão colegiado composto por representantes do governo, dos fundos de pensão, dos participantes e assistidos e dos patrocinadores e instituidores de planos de previdência. Eram oito integrantes e para cada um havia também um suplente. Os membros do conselho, que representavam algum dos diversos órgãos, tinham mandato de dois anos. Eram membros do conselho:
- o Ministro de Estado da Previdência Social (Presidente do conselho);
- o Secretário de Previdência Complementar do Ministério de Previdência Social;
- um representante da Secretaria de Previdência Social do Ministério da Previdência Social;
- um representante do Ministério da Fazenda;
- um representante do Ministério do Planejamento, Orçamento e Gestão;
- um representante dos patrocinadores e instituidores de entidades fechadas de previdência complementar;
- um representante das entidades fechadas de previdência complementar;
- um representante dos participantes e assistidos das entidades fechadas de previdência complementar.

## Extinção
Em Março de 2010 o CGPC foi extinto e em seu lugar foram criados o Conselho Nacional de Previdência Complementar (CNPC) e a Câmara de Recursos da Previdência Complementar (CRPC).